# Антуан Воллон
Антуан Воллон(фр. Antoine Vollon; 1833 — 1900) — французький художник, майстер натюрмортів. В останні періоди творчості звернувся також до створення пейзажів та побутового жанру.

## Життєпис

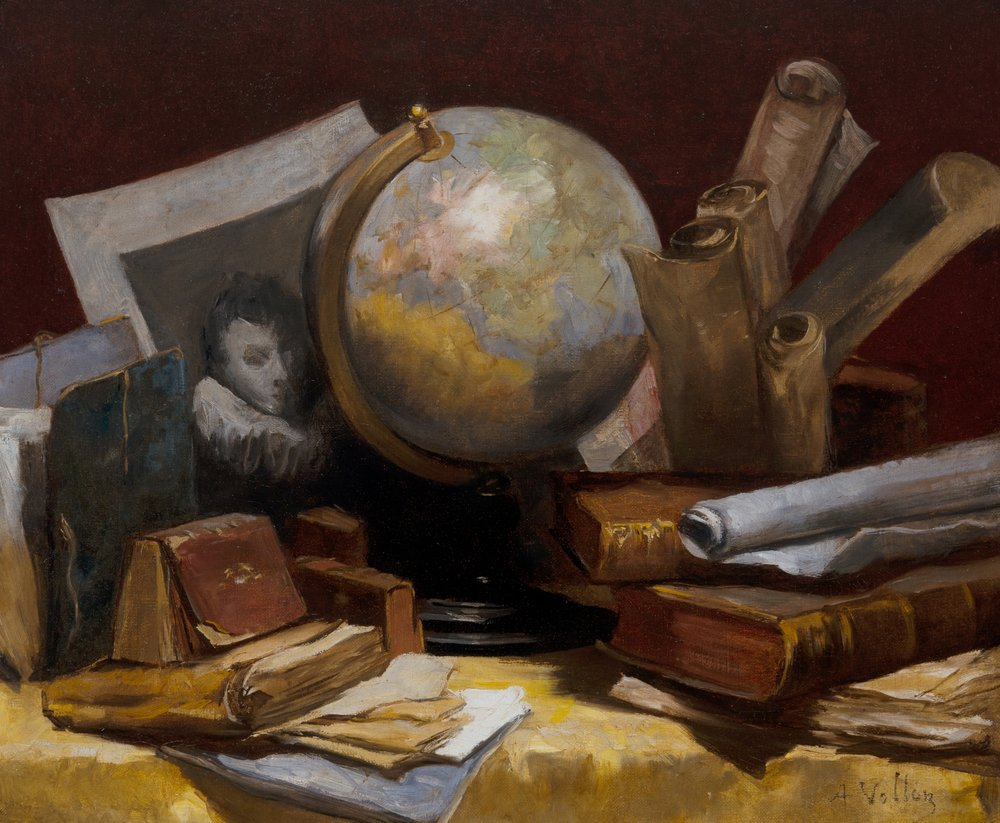
«Натюрморт із глобусом, книгами та сувоями»

Майбутній художник народився в місті Ліон. Батько був декоратором. У сина виявились художні здібності, тому його почали готувати до кар'єри гравера. Художню освіту Антуан Воллон опановував в Художній школі Ліона, аби стати гравером.

## В Парижі
1859 року він перебрався в Париж, де прагнув стати художником. 1860 року узяв шлюб із Марі-Фанні Буше, котра народила сина і доньку. В Парижі влаштувався в майстерню художника Теодула Рібо (1823—1891), майстер побутового жанру і натюрмортів. В той період на свідомість початківця-художника мали значний вплив картини голландських художників-реалістів XVII ст. Серед паризьких знайомих художника — скульптор Жан-Батист Карпо, письменник Олександр Дюма, пейзажист Шарль-Франсуа Добіньї, карикатурист Оноре Дом'є. Воллон набуває досвіду і прагне стати уславленим художником будь що.

## Успішний художник

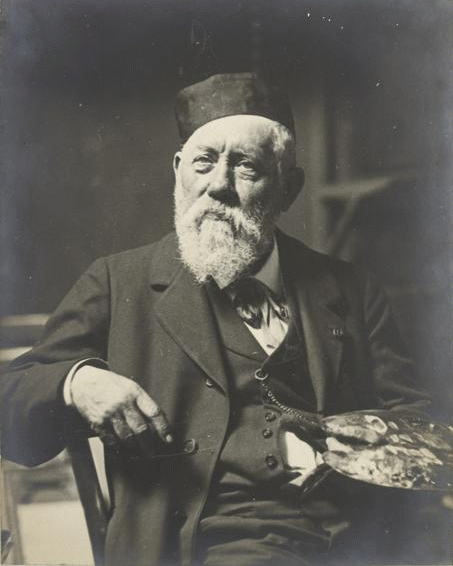
Антуан Воллон (1897)

«Таріль і плетений кошик з вишнями».

Воллон почав створювати власні натюрморти і виблиснув на одному із Паризьких салонів грубуватою картиною « Селянка з великим кошиком». Натюрморт того часу — практично останній з дозволених жанрів на виставках в Салоні. Тим не менше Антуан Воллон старанно їх створює, водночас підключившись до політичних ігор, виборюючи визнання урядів і заможних парижан. 1865 року він виборов третю премію, 1868 року — другу, і 1869 року — першу. Починаючи з 1870 року він стає членом журі Салонів щонайменше на десять років. Того ж 1870 року його зробили кавалером ордену Почесного легіону. Спокійне, аполітичне мистецтво художника подобалось. 1879 року йому дали хрест офіцера.
Керуючись паризькою модою на пейзажний живопис, Антуан Воллон сам почав створювати пейзажі. Але його художня манера була наближена до реалістичної манери на кшталт Густава Курбе з її грубуватими красотами і пастозним, темнуватим живописом.
Переніс інсульт в липні 1900 року під час праці в Версалі. Помер в серпні 1900 року і був похований на цвинтарі Пер-Ляшез.

## Вибрані твори
- «Шматок вершкового масла», м. Вашингтон, США
- "Череп і книга ", Сан Пауло, Бразилія
- «Посуд, омар і курячі яйця», Мюнхен
- "Риби ", Бруклінський музей
- «Натюрморт з фіалками, вазою і золотим годинником». Колекція Філіпс, м. Вашингтон, США
- "Натюрморт з посудом, гітарою та макакою ", Сан Пауло, Бразилія
- «Хижка після бурі»
- «Рибальський човен на березі»
- «Порцеляна і фрукти»
- «Таріль і плетений кошик з вишнями»
- «Натюрморт. Фаянсовий посуд та лимон», Москва.
- «На ринку»
- «Лава з м'ясом»
- «Після балу»
- «Іспанець», Музей д'Орсе, Париж
- «Куточок моєї майстерні»
- «Рарітети»

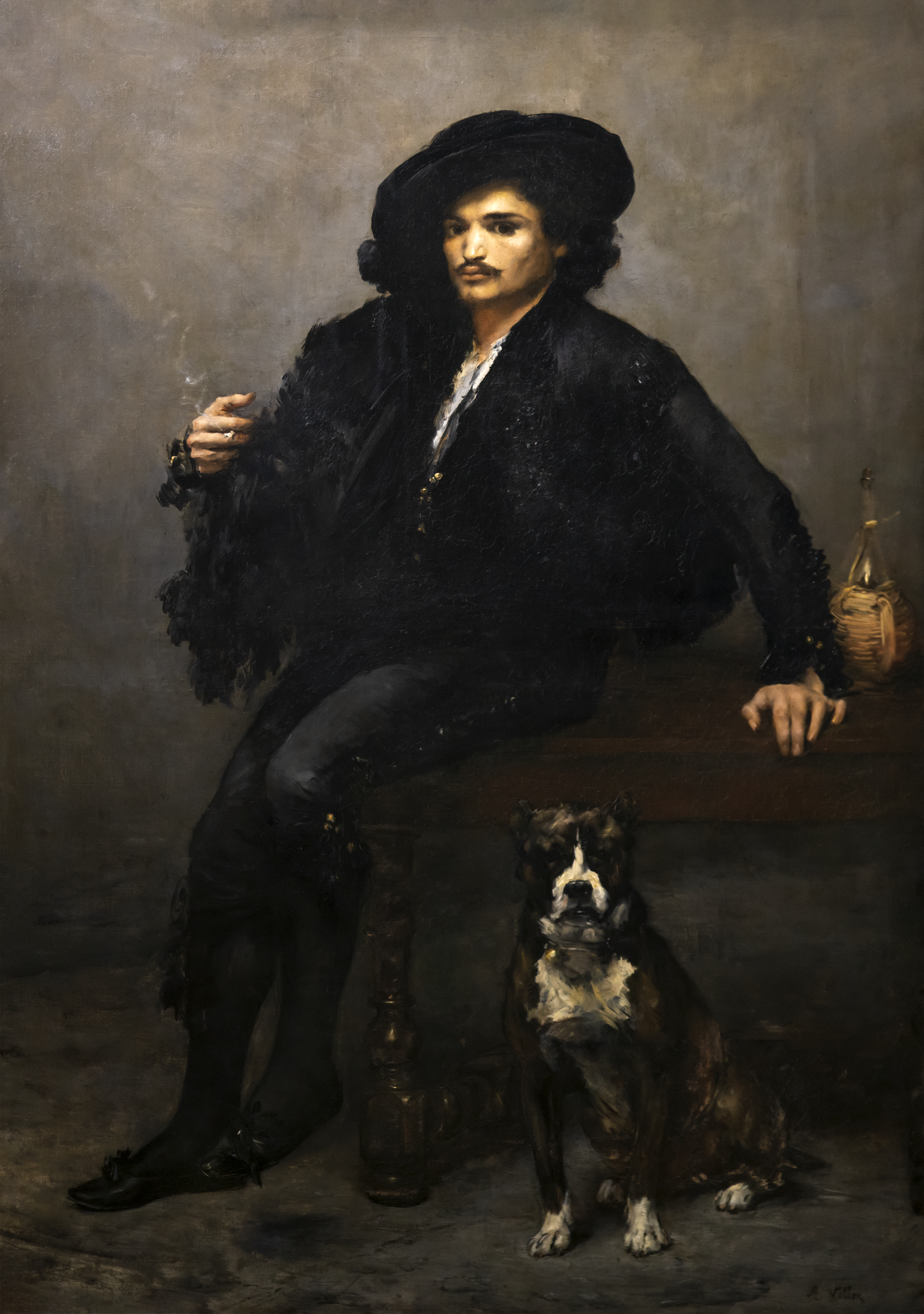
Антуан Воллон. «Іспанець», Музей д'Орсе, Париж.
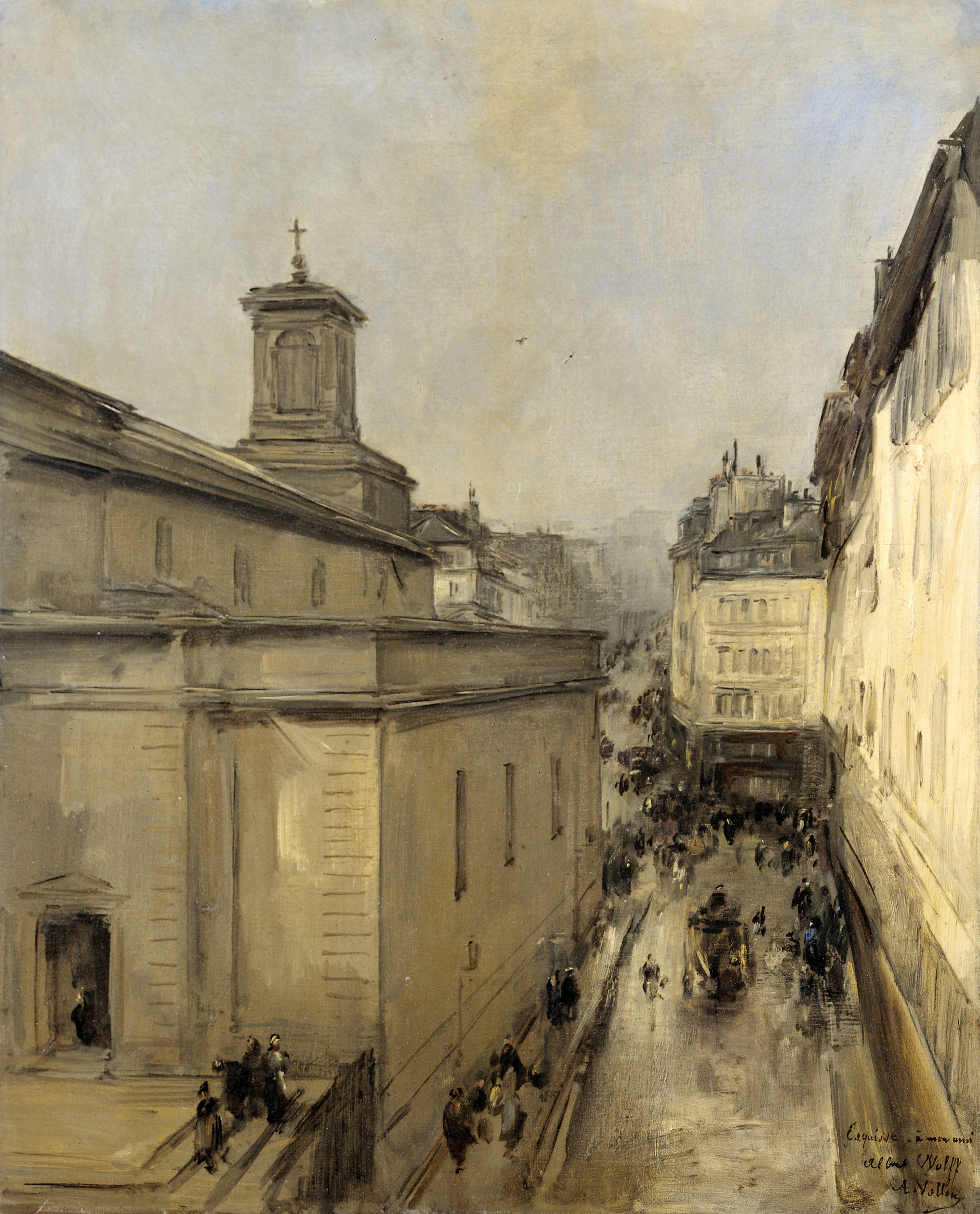
Антуан Воллон. «Париж, Нотр Дам де Лорете»
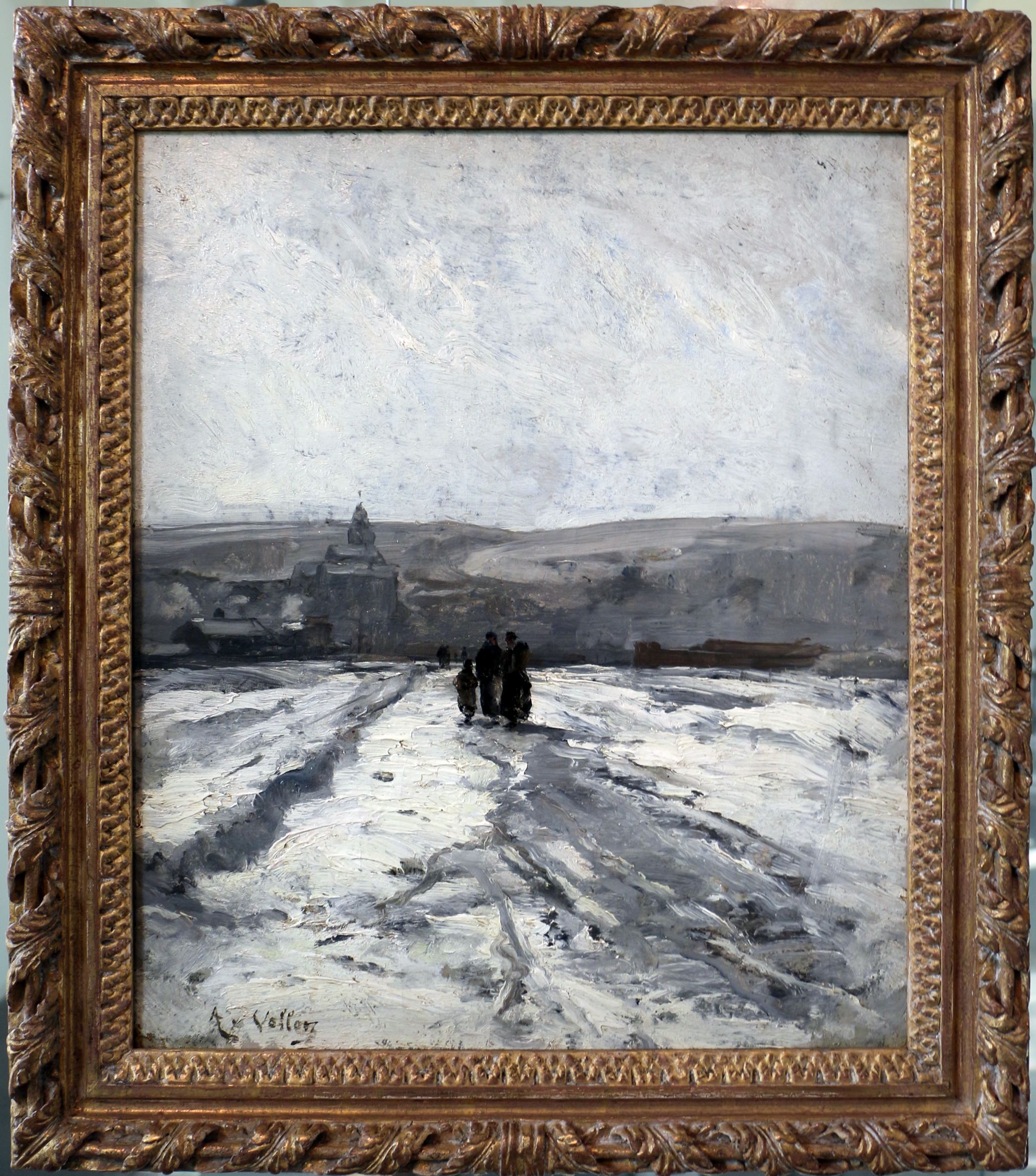
Антуан Воллон. «Дьєп, зимовий пейзаж», бл. 1870 р.
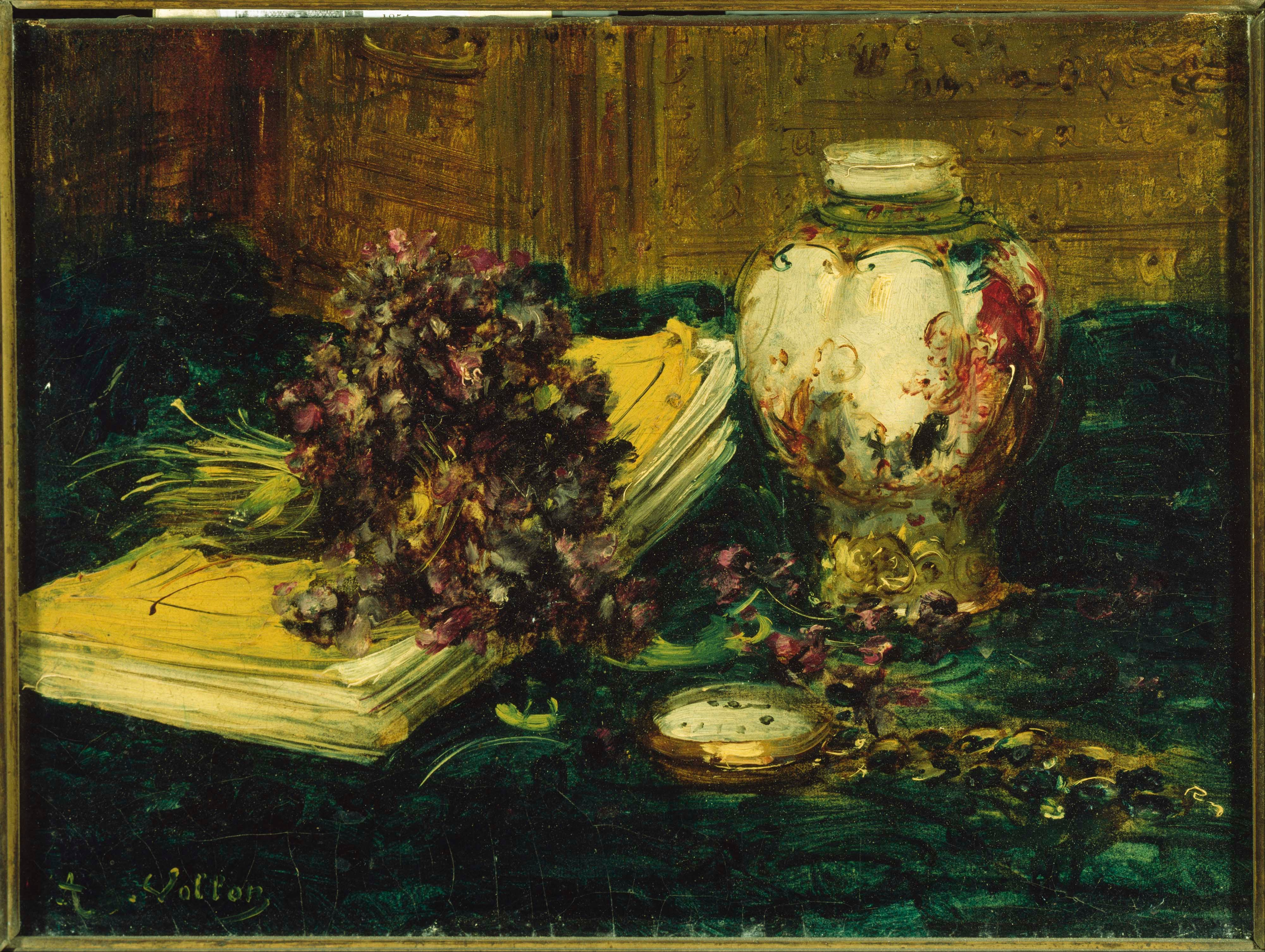
Антуан Воллон. «Натюрморт з фіалками, вазою і золотим годинником ». Колекція Філіпс, м. Вашингтон, США
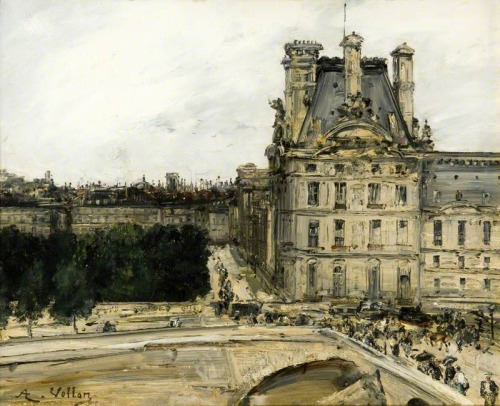
Антуан Воллон. Кутовий павільйон Лувра, до 1885 р.